# 3,5-Dinitro-4-chlorbenzotrifluorid
3,5-Dinitro-4-chlorbenzotrifluorid (Chloralin) ist eine chemische Verbindung aus der Gruppe der Chlorbenzotrifluoride.

## Gewinnung und Darstellung
3,5-Dinitro-4-chlorbenzotrifluorid kann durch eine Reaktion von p-Chlortoluol mit Fluorwasserstoff zu p-Chlorbenzotrifluorid und anschließender Reaktion mit Salpetersäure und Schwefelsäure gewonnen werden. Alternativ kann auch die Carboxygruppe der 3,5-Dinitro-4-chlorbenzoesäure mit Schwefeltetrafluorid durch Trifluorid ersetzt werden.

## Verwendung
3,5-Dinitro-4-chlorbenzotrifluorid ist ein Zwischenprodukt für die Synthese des Pflanzenschutzmittels Trifluralin.

## Biologische Bedeutung
Chloralin kann die Vermehrung von Parasiten wie Plasmodium falciparum oder Leishmanien hemmen. Es wird vermutet, dass die antiparasitäre Wirkung von Trifluralin auf Chloralin-Verunreinigungen beruht.